# Big Jack Johnson
Big Jack Johnson (30. červenec 1940, Lambert, Mississippi, USA – 14. březen 2011, Memphis, Tennessee, USA) byl americký bluesový kytarista a zpěvák.

## Výběr z diskografie
- The Oil Man (1987)
- Rooster Blues (1987)
- Daddy, When Is Mama Comin' Home (1991)
- We Got to Stop This Killin' (1996)
- Live in Chicago (1997)
- All the Way Back* (1998)
- Live In Chicago* (1998)
- Roots Stew* (2000)
- The Memphis Barbecue Sessions (2002)
- Black Snake Moan (2007)

## Filmografie
- The Jewish Cowboys (2003) (TV)
- Deep Blues: A Musical Pilgrimage to the Crossroads (1992)